# DeWitt Clinton
DeWitt Clinton (2 de marzo de 1769, Little Britain-11 de febrero de 1828, Albany) fue un político estadounidense que ocupó los cargos de senador de los Estados Unidos y gobernador de Nueva York. En este último cargo fue en gran parte responsable de la construcción del canal de Erie. A diferencia de su adversario, Martin Van Buren, que inventó la política de máquinas, Clinton se convirtió en el líder del Partido Popular de Nueva York. Clinton fue un auténtico pero olvidado héroe estadounidense según Walter Daniel Howe (2007). Howe explica, «La infraestructura que él trabajó para crear transformaría la vida estadounidense, haciendo crecer las oportunidades económicas, la participación política y el conocimiento intelectual».
DeWitt Clinton, sobrino del vicepresidente estadounidense y gobernador de Nueva York durante dos mandatos, George Clinton, se desempeñó como secretario de su tío antes de lanzar su propia carrera política. Como demócrata-republicano, Clinton ganó las elecciones a la Legislatura Estatal de Nueva York en 1798 antes de servir brevemente como senador de los Estados Unidos. Al regresar a Nueva York, Clinton cumplió tres mandatos como alcalde de la ciudad de Nueva York y vicegobernador del estado de Nueva York. En las elecciones presidenciales de 1812, Clinton obtuvo el apoyo de los federalistas, así como de un grupo de demócratas-republicanos que estaban descontentos con Madison. Aunque Madison ganó la reelección, Clinton ganó en la mayor parte del noreste de Estados Unidos y obtuvo resultados significativamente mejores que los dos candidatos anteriores apoyados por los federalistas. Después de las elecciones presidenciales, Clinton siguió afiliado al Partido Demócrata-Republicano.
Clinton fue gobernador de Nueva York de 1817 a 1822 y de 1825 a 1828, y presidió la construcción del Canal de Erie. Clinton creía que las mejoras en la infraestructura podrían transformar la vida estadounidense, impulsar el crecimiento económico y fomentar la participación política. Influyó mucho en el desarrollo de la infraestructura tanto en el estado de Nueva York como en los Estados Unidos en su conjunto.